# Jeanne Dusseau
Jeanne Dusseau   (Glasgow, 2 de febrer de 1893 - 1979) va ser una cantant d'òpera i soprano canadenca.
Dusseau va venir a Toronto de petit i va ser solista contralt a l'església baptista Bloor St durant la seva joventut. Va estudiar cant amb Atherton Furlong i va debutar com a soprano solista a "Forster's Hall" el 1912. El 1919 es va casar amb el baríton Lambert Victor Dusseau. Va continuar la seva formació amb Giuseppe Carboni i es va dedicar a la temporada 1921-22 a l'Òpera de Chicago, on va cantar El pastor a Tannhauser i la Ninetta a l'estrena mundial de L'Amour des trois oranges de Serguei Prokófiev.
En una gira de concerts organitzada pel Museu Nacional de Canadà i el Conservatori de Toronto, va cantar cançons populars canadencs en arranjaments d'Alfred La Liberté, Ernest MacMillan i Healey Willan. Entre 1927 i 1931 va participar regularment al Festival de música popular del Canadà del Pacífic.
El 1929 va debutar amb èxit al "Wigmore Hall" de Londres. Del 1936 al 1940 va estar promesa a l'òpera Sadler's Wells, on va cantar els papers principals a Tosca, Aïda i Madame Butterfly, Leonore a Fidelio i Rosalinda a Die Fledermaus. El 1942 es va retirar dels escenaris i va ensenyar uns anys a Nova York i més tard a Washington. Només hi ha una gravació comercial seva del 1939 a His Voice's Voice amb l'himne de Pasqua de Cavalleria rusticana i la Barcarole de Les Contes d'Hoffmann.